# Presidente Bernardes
Presidente Bernardes este un oraș în Minas Gerais (MG), Brazilia.